# DAX

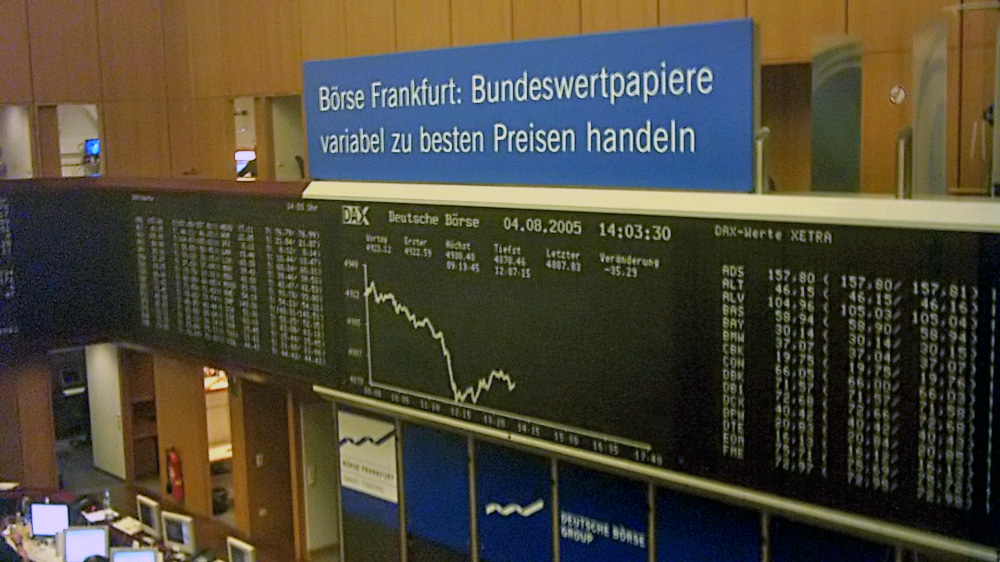
Biểu đồ chỉ số DAX 30 tại sở GDCK Frankfurt

DAX 30 (Deutscher Aktien IndeX 30, tên khác Deutscher Aktien-Index 30) là chỉ số chứng khoán quan trọng nhất của Sở giao dịch chứng khoán Frankfurt. Chỉ số này được tính dựa trên 30 loại cổ phiếu Blue-Chip được giao dịch ở Sở giao dịch chứng khoán Frankfurt.

## Các công ty bị thay thế
- Altana (bị thay bởi Merck KGaA)
- TUI (bị thay bởi K+S)